# 145.ª Brigada Mixta (Ejército Popular de la República)
La 145.ª Brigada Mixta fue una unidad del Ejército Popular de la República creada durante la Guerra Civil Española. A lo largo de la contienda operó en los frentes de Aragón, Segre y Cataluña, si bien no tuvo un papel relevante.

## Historial
La unidad fue creada en Gerona entre mayo y junio de 1937, a partir de efectivos de los antiguos batallones de Montaña. Tras completarse el período de formación la 145.ª BM fue asignada a la 44.ª División del XII Cuerpo de Ejército y bajo el mando del mayor de milicias Álvaro Costea Juan, con Antonio Rodés Ballester como comisario político. La brigada, situada en la zona de Híjar-Albalate del Arzobispo, estuvo desplegada como fuerza de reserva durante la ofensiva de Zaragoza (agosto-septiembre).
En la primavera de 1938, durante la campaña de Aragón, no tuvo una participación destacada.
A finales de mayo la 145.ª BM tomó parte el asalto a la cabeza de puente franquista de Serós. En el mes de agosto fue una de las unidades seleccionadas para participar en la ofensiva de Villanueva de la Barca. El 9 de agosto tres de sus compañías cruzaron el río Segre por la zona de Villanueva de la Barca, junto a otras fuerzas, logrando formar una cabeza de puente en territorio franquista; la tentativa, sin embargo, fracasó puesto que esta cabeza de puente solo resistiría durante tres días.
Con posterioridad intervendría en la batalla del Ebro, en apoyo de las fuerzas republicanas allí desplegadas. El 9 de septiembre relevó a efectivos de la 16.ª División en el sector Villalba de los Arcos-La Pobla de Masaluca, zona que guarneció hasta comienzos de octubre, cuando fue reemplazada y enviada al sector del Coll del Coso. En esta zona, comprendida entre La Fatarella y la Venta de Camposines, la 145.ª BM hubo de hacer frente a varias embestidas franquistas entre 8 y el 20 de octubre; la brigada sufrió un número considerable de bajas, perdiendo además varias posiciones estratégicas. El 12 de noviembre hubo de cruzar el río Ebro por una pasarela al norte de Ascó.
Durante la campaña de Cataluña participó en la defensa de Juncosa y Santa Coloma de Queralt, sin tenerse más noticias de su actuación.

## Mandos
Comandantes
- Capitán de infantería Fernando Olivenza Rodríguez;
- Mayor de milicias Álvaro Costea Juan;[8]
- Mayor de milicias Pedro Guardia Hernández;

Comisarios
- Antonio Rodés Ballester, de la CNT;[9]
- Víctor Torres Pereyra;

Jefe de Estado Mayor
- Teniente de milicias Ángel Royo Royo;